# (18310) 1981 EJ16
A (18310) 1981 EJ16 a Naprendszer kisbolygóövében található aszteroida. Schelte J. Bus fedezte fel 1981. március 1-jén.